# Lars Hall
Lars Hall er en dansk radiovært.
Lars Hall har bl.a. være ansat på Capital Radio, Radio Roskilde, Radio Fredericia, Radio Silkeborg, NRJ, The Voice, Radio 100FM og senest som studievært og music scheduler på TV 2 Radio.
|  | Artiklen om Lars Hall kan blive bedre, hvis der indsættes et (bedre) billede Du kan hjælpe ved at afsøge Wikimedia Commons for et passende billede eller uploade et godt billede til Wikimedia Commons iht. de tilladte licenser og indsætte det i artiklen. |